# Hydrostachys
Hydrostachys Thouars, 1806 è un genere di piante angiosperme dell'ordine Cornales, unico genere della famiglia Hydrostachyaceae Engl., 1894.

## Distribuzione e habitat
Il genere è diffuso in Angola, Zaïre, Tanzania, Mozambico, Madagascar, Malawi, Namibia, Sudafrica (KwaZulu-Natal), Zambia e Zimbabwe.

## Tassonomia
Il genere comprende le seguenti specie:
- Hydrostachys angustisecta Engl.
- Hydrostachys bismarckii Engl.
- Hydrostachys decaryi H.Perrier
- Hydrostachys distichophylla A.Juss.
- Hydrostachys fimbriata C.Cusset
- Hydrostachys flabellifera G.W.Hu, Zhun Xu & Q.F.Wang
- Hydrostachys imbricata A.Juss.
- Hydrostachys insignis Mildbr. & Reimers
- Hydrostachys longifida H.Perrier
- Hydrostachys lufirensis C.Cusset
- Hydrostachys lukungensis (Hauman) C.Cusset
- Hydrostachys maximus H.Perrier
- Hydrostachys monoicus H.Perrier
- Hydrostachys multifida A.Juss.
- Hydrostachys myriophylla Hauman
- Hydrostachys perrieri C.Cusset
- Hydrostachys plumosa A.Juss. ex Tul.
- Hydrostachys polymorpha Klotzsch
- Hydrostachys stolonifera Baker
- Hydrostachys triaxialis Engl. & Gilg
- Hydrostachys trifaria H.Perrier
- Hydrostachys verruculosa A.Juss.